# Savage (album Aespy)
Savage – pierwszy minialbum południowokoreańskiej grupy Aespa, wydany 5 października 2021 roku przez wytwórnię SM Entertainment. Płytę promował singel „Savage”.

## Lista utworów
| CD | CD                          | CD                      | CD                                                                          | CD                                          | CD      |
| Nr | Tytuł utworu                | Tekst                   | Kompozycja                                                                  | Aranżacja                                   | Długość |
| -- | --------------------------- | ----------------------- | --------------------------------------------------------------------------- | ------------------------------------------- | ------- |
| 1. | „Aenergy”                   | Yoo Young-jin           | Kill Dave, Pat Morrissey, Jess Corazza, Yoo Young-jin                       | Kill Dave, Pat Morrissey, Yoo Young-jin     | 2:27    |
| 2. | „Savage”                    | Yoo Young-jin           | Kirsten Collins, Jia Lih, Yoo Young-jin, Hautboi Rich                       | Jia Lih, Yoo Young-jin                      | 3:58    |
| 3. | „I'll Make You Cry”         | Kenzie                  | Kenzie, Kirsten Collins, Timothy "BOS" Bullock, Brandon Green, Hautboi Rich | Timothy "BOS" Bullock, Brandon Green, IMLAY | 3:34    |
| 4. | „Yeppi Yeppi”               | Deez, SAAY              | Coach & Sendo, Deez, SAAY                                                   | Coach & Sendo, Soultriii                    | 3:33    |
| 5. | „Iconic”                    | Jo Yoon-kyung           | Sophie Curtis, Val Del Prete (153/Joombas), Timothy Tan                     | Timothy Tan                                 | 3:11    |
| 6. | „Lucid Dream” (kor. 자각몽) | Ellie Suh (153/Joombas) | Kill Dave, Pat Morrissey, Hayley Kiyoko, Paul Phamous, Marcus Lomax         | Kill Dave, Pat Morrissey, IMLAY             | 3:30    |

## Notowania
| Lista                              | Pozycja |
| ---------------------------------- | ------- |
| South Korean Albums (Circle)       | 1       |
| Belgian Albums (Ultratop Flanders) | 193     |
| Japan Hot Albums (Billboard Japan) | 18      |
| Japanese Albums (Oricon)           | 7       |
| Japanese Combined Albums (Oricon)  | 6       |
| US Billboard 200                   | 20      |
| US Independent Albums (Billboard)  | 1       |
| US Tastemaker Albums (Billboard)   | 4       |
| US World Albums (Billboard)        | 1       |

## Nagrody w programach muzycznych
| Program                | Data                 | Źródło |
| ---------------------- | -------------------- | ------ |
| Show Champion (MBC M)  | 13 października 2021 | [ 11 ] |
| Music Bank (KBS2)      | 15 października 2021 | [ 12 ] |
| Show! Music Core (MBC) | 16 października 2021 | [ 13 ] |
| Show! Music Core (MBC) | 23 października 2021 | [ 14 ] |
| Inkigayo (SBS)         | 17 października 2021 | [ 15 ] |
| Inkigayo (SBS)         | 24 października 2021 | [ 16 ] |
| Inkigayo (SBS)         | 5 grudnia 2021       | [ 17 ] |
| The Show (SBS MTV)     | 26 października 2021 | [ 18 ] |

## Sprzedaż
| Kraj             | Sprzedaż |
| ---------------- | -------- |
| Korea Południowa | 752 115  |
| USA              | 17 500+  |